# Сельское поселение Хулимсунт
Се́льское поселе́ние Хулимсу́нт — муниципальное образование в Берёзовском районе Ханты-Мансийского автономного округа Российской Федерации.
Административный центр — деревня Хулимсунт.

## История
Статус и границы сельского поселения установлены Законом Ханты-Мансийского автономного округа — Югры от 25 ноября 2004 года № 63-ОЗ «О статусе и границах муниципальных образований Ханты-Мансийского автономного округа — Югры»

## Население
| 2010  | 2012  | 2013  | 2014  | 2015  | 2016  | 2017  |
| ----- | ----- | ----- | ----- | ----- | ----- | ----- |
| 1900  | ↘1855 | ↘1820 | ↘1752 | ↘1666 | ↘1626 | ↘1590 |
| 2018  | 2019  | 2020  | 2021  |       |       |       |
| ↘1553 | ↘1510 | ↗1544 | ↗1768 |       |       |       |

## Состав сельского поселения
| № | Населённый пункт | Тип населённого пункта          | Население |
| - | ---------------- | ------------------------------- | --------- |
| 1 | Нерохи           | деревня                         | 9         |
| 2 | Няксимволь       | село                            | 506       |
| 3 | Усть-Манья       | деревня                         | 36        |
| 4 | Хулимсунт        | посёлок, административный центр | 1349      |